# Coniothyrium cydoniae
Coniothyrium cydoniae är en svampart som beskrevs av Brunaud . Coniothyrium cydoniae ingår i släktet Coniothyrium och familjen Leptosphaeriaceae.   Inga underarter finns listade i Catalogue of Life.